# Белена копетдагская
Белена́ копетдагская (лат. Hyoscýamus kopetdaghi) — многолетнее, реже двулетнее, травянистое растение, вид рода Белена (Hyoscyamus) семейства Паслёновые (Colchicaceae).

## Распространение и экология
Ареал вида охватывает горные районы Туркменистана (Копетдаг).
Произрастает в сухих ущельях, иногда в посевах.

## Ботаническое описание
Многолетнее, иногда двулетнее, растение высотой 30—45 см. Корневище короткое, толщиной до 12 мм, покрытое остатками бурых чешуевидных листьев. Стебли в числе 1—2, тонкие, прямые, простые или в верхней части с немногими ветвями, опушенные белыми, железистыми, паутинисто переплетенными волосками.
Листья тонкие, ярко-зелёные. Прикорневые листья на длинных черешках, линейно-ланцетные, заострённые, длиной 8—9 см, выемчато-перисто-лопастные; нижние стеблевые — от узколанцетных до ланцетно-яйцевидных, лопастные или раздельные, с тремя-пятью треугольными или ланцетными, острыми или заострёнными лопастями или долями с каждой стороны, на более коротких черешках; верхние стеблёвые — до почти сидячих, продолговато-яйцевидные, реже ланцетные, заострённые, с клиновидным основанием, неглубоко выемчато-лопастные или надрезанные, с 2—3 (до 5) неравными и отчасти несимметрично расположенными лопастями с каждой стороны или частью цельные, цельные; прицветные листья сидячие, яйцевидные, с усечённым или округлым основанием, нижние иногда у основания надрезанные, остальные цельные.
Цветки на коротких цветоножках. Чашечка сначала травянистая, обратно-коническая, до середины надрезанная на пять неравных, ланцетных, заострённых, кончающихся длинным колючим острием лопастей; после цветения увеличивается и становится твердой, колокольчатой, грубо жилковатой. Венчик длиной 2—2,5 см, вдвое длиннее чашечки, снаружи слегка железисто-пушистый, с короткой трубкой, с несколько неравными, тупыми или островатыми лопастями, с частой сетью фиолетовых жилок и сплошным тёмно-фиолетовым зевом. Тычинки почти вдвое короче венчика (две короче остальных), с нитями, прикрепленными в верхней части трубки, у самого основания рассеянно волосистыми. Столбик слегка выдается из венчика.
Коробочка в полтора раза короче чашечки, с умеренно выпуклой (не шаровидной) крышечкой. Семена с извилистыми, сверху плоскими, толстыми перегородками.
Цветёт в мае. Плодоносит в июне.

## Таксономия
Вид Белена копетдагская входит в род Белена (Hyoscyamus) трибы Беленовые (Hyoscyameae) подсемейства Паслёновые (Solanoideae) семейства Паслёновые (Solanaceae) порядка Паслёноцветные (Solanales).
|  |                                        |  |                                                             |                                                             |                      |  | ещё 4 семейства (согласно Системе APG II) | ещё 4 семейства (согласно Системе APG II)   |                                             |  |  |  | ещё 6 триб (согласно Системе APG II) | ещё 6 триб (согласно Системе APG II) |  |  |  |  | еще около 20 видов | еще около 20 видов |
|  |                                        |  |                                                             |                                                             |                      |  | ещё 4 семейства (согласно Системе APG II) | ещё 4 семейства (согласно Системе APG II)   |                                             |  |  |  | ещё 6 триб (согласно Системе APG II) | ещё 6 триб (согласно Системе APG II) |  |  |  |  | еще около 20 видов | еще около 20 видов |
|  |                                        |  |                                                             | порядок Паслёноцветные                                      |                      |  |                                           |                                             | подсемейство Паслёновые                     |  |  |  |                                      | род Белена                           |  |  |  |  |                    |                    |
|  |                                        |  |                                                             | порядок Паслёноцветные                                      |                      |  |                                           |                                             | подсемейство Паслёновые                     |  |  |  |                                      | род Белена                           |  |  |  |  |                    |                    |
|  | царство Цветковые, или Покрытосеменные |  |                                                             |                                                             | семейство Паслёновые |  |                                           |                                             | триба Беленовые                             |  |  |  | вид Белена копетдагская              |                                      |  |  |  |  |                    |                    |
|  | царство Цветковые, или Покрытосеменные |  |                                                             |                                                             |                      |  |                                           |                                             |                                             |  |  |  |                                      |                                      |  |  |  |  |                    |                    |
|  |                                        |  | ещё 44 порядка цветковых растений (согласно Системе APG II) | ещё 44 порядка цветковых растений (согласно Системе APG II) |                      |  |                                           | ещё 6 подсемейств (согласно Системе APG II) | ещё 6 подсемейств (согласно Системе APG II) |  |  |  | ещё 6 родов                          | ещё 6 родов                          |  |  |  |  |                    |                    |
|  |                                        |  |                                                             | ещё 44 порядка цветковых растений (согласно Системе APG II) |                      |  |                                           |                                             | ещё 6 подсемейств (согласно Системе APG II) |  |  |  |                                      | ещё 6 родов                          |  |  |  |  |                    |                    |